# Omofagia

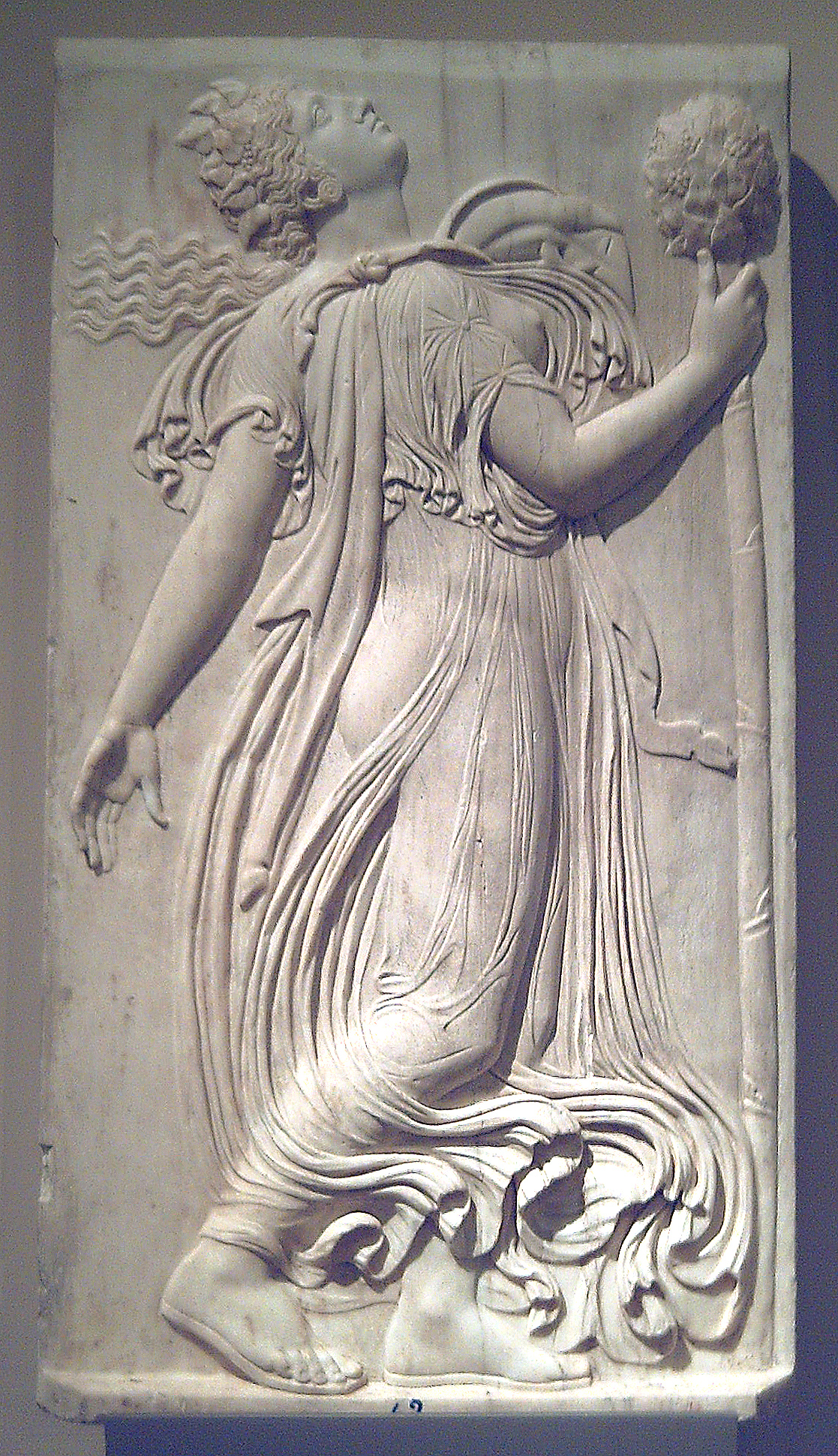
Imagem de mármore de uma mênade dançante; aproximadamente 120–140 d.C. Atribuída a Calímaco.

Omofagia, de omophagia (do grego, ωμός "cru") é o consumo de carne crua. O termo é importante no contexto do culto a Dioniso.
A omofagia é um grande elemento do mito dionisíaco; na verdade, um dos epítetos de Dioniso é Omophagos (Omófago), "Comedor de Carne Crua". A omofagia pode ter sido um símbolo do triunfo da natureza selvagem sobre a civilização e um símbolo da quebra das fronteiras entre a natureza e a civilização. Também pode ter sido simbólico que os adoradores estivessem internalizando os traços mais selvagens de Dioniso e sua associação com a natureza bruta, numa espécie de "comunhão" com o deus.
A mitologia às vezes retrata mênades, adoradoras de Dioniso, comendo carne crua como parte de sua adoração; no entanto, há poucas evidências sólidas de que as mênades históricas consumiam carne crua.
A dieta dionisíaca de carne crua pode ser mais apropriadamente atribuída ao próprio Dioniso, e não aos seus seguidores—ele recebia sacrifícios de carne crua e acreditava-se que os consumia, mas seus seguidores não participavam do consumo.

## Orfismo
Os mistérios órficos originaram-se como um ritual que focava na purificação e na vida após a morte; os mistérios foram baseados nas histórias de Dioniso Zagreu. Zagreu era filho de Zeus e Perséfone, que foi despedaçado pelos Titãs em um ato de sparagmos. Depois de despedaçar Zagreu, os Titãs o devoraram, exceto seu coração.
Seu corpo foi então remontado; isso pode ser refletido na história de Penteu, cujas partes do corpo foram reunidas depois que sua mãe, tia e outras mênades o despedaçaram em um frenesi dionisíaco, e na história de Acteon, que foi comido por seus próprios cães de caça. Como os cães sofreram profundamente com a morte de Acteon, uma imagem dele foi feita para confortá-los. Todas as três histórias mostram um motivo comum de remontagem de partes do corpo após esparagmos e omofagia, e este motivo pode ter sido significativo para o ritual religioso.
No orfismo, os adoradores participavam de um ritual órfico que reconstituía a história de Zagreu, usando um touro como vítima (os adoradores mais pobres podem ter usado uma cabra). Eles consideravam o ritual "comemorativo" dos eventos da existência de seu deus. Em seu artigo "A New Ritual of the Orphic Mysteries", Michael Tierney diz que "... pela reconstituição sacramental da morte do deus, foi obtida uma esperança de salvação para seus adoradores." Dioniso tornou-se associado a Zagreu, e a história de ter sido dilacerado e comido pelos Titãs também foi aplicada a ele.
A omofagia era o foco dos mistérios dionisíacos e um componente das cerimônias órficas. Em seus primórdios, o orfismo foi influenciado pelos mistérios de Elêusis, e adotou histórias de outras mitologias como suas. Os adoradores de Zagreu podem ter praticado a omofagia como rito de iniciação.

## As Bacantes
A peça de Eurípides, As Bacantes, concentra-se na adoração de Dioniso, incluindo alusões à omofagia e seu companheiro sparagmos (desmembramento). Nesta peça, a personagem Agave despedaça seu filho Penteu sob a influência de Dioniso. Como Eurípides retrata Agave praticando esparagmos, ele provavelmente pretendia que o público presumisse que ela também praticava omofagia: além disso, o personagem Cadmo compara as ações de Agave à história de Acteon, que foi consumido por seus próprios cães de caça—esta associação sugere ainda que ocorreu omofagia.
Há outro possível caso de omofagia em As Bacantes. A certa altura da peça, as mênades vão a uma cidade próxima e levam as crianças; é possível que as mênades os tenham consumido. Na arte e no mito, este incidente está ligado à omofagia; no entanto, Eurípides pode não ter pretendido esse significado em As Bacantes.